# Første boerkrig
 Denne artikel omhandler første boerkrig. Opslagsordet har også en anden betydning, se Boerkrigen (flertydig).
Den Første boerkrig også kendt som Transvaalkrigen blev udkæmpet fra 16. december 1880 til 23. marts 1881. Krigen var det første sammenstød mellem briterne og boerne i Transvaal. Før krigen annekterede Sir Theophilus Shepstone den Sydafrikanske republik for briterne i 1877. De konsoliderede deres magt over de fleste af kolonierne i Sydafrika i 1879 efter Anglo-Zulu krigen. Boerne protesterede, og i december 1880 udbrød der oprør.
Krigen blev et ydmygende nederlag for Storbritannien, og parlamentet under William Gladstone underskrev en våbenstilstandsaftale den 6. marts og en endelig fredsaftale den 23. marts 1881. Aftalen gav boerne selvstyre i Transvaal under et teoretisk britisk overherredømme.